# 颶風金娜薇 (2020年)
颶風金娜薇（英語：Hurricane Genevieve）是2020年太平洋颶風季中，第7個獲命名的風暴、第3個颶風及第2個大型颶風，金娜薇形成於墨西哥南部沿海，在被國家颶風中心升格為第12號熱帶低氣壓後隨即快速增強，巔峰強度為四級颶風，之後北偏以颶風強度通過下加利福尼亞半島沿海，共計造成6人死亡。

## 氣象歷史
一個熱帶擾動在8月10日形成，國家颶風中心開始密切關注；8月13日在擾動移至墨西哥西南近海發展成低氣壓，穩定的向西北西方向移動，到了8月16日此低壓組織起來，中午12時此系統增強為熱帶性低氣壓，國家颶風中心給予編好EP122020，隨後加速增強，6小時後增強為熱帶風暴，國家颶風中心命名為金娜薇，之後一段時間海溫偏高與垂直風切偏低，使其逐漸鞏固中心密集雲團區，在增強為熱帶風暴後18小時，金娜薇增強為颶風，隨後金娜薇進入快速增強期，中心的風眼逐漸在衛星雲圖可見，在8月18日上午6時金娜薇增強到主要颶風強度，金娜薇在當日中午12時達到巔峰，一分鐘平均風速115節，儘管國家颶風中心預報會繼續增強，不過受制於颶風伊利達留下偏低的海溫影響，反而使其開始減弱，同時路徑比預期還要偏北，8月19日經飛機實測強度遠不如預期，促使國家颶風中心在當日下午大幅下調強度，不只失去主要颶風強度，更直接調降20節到一級颶風強度，代表可能在更早的時間就已失去主要颶風強度，隨後接近下加利福尼亞半島時海溫也偏低，使其強度持續減弱，呈現雲塞風眼，在世界協調時間8月20日上午6時最接近下加利福尼亞半島，距離只有75公里，隨後轉向西北西並持續減弱，當日15時金娜薇減弱為熱帶風暴，行經海溫只有攝氏25度和中等的垂直風切，令金娜薇發展不出對流，並迅速減弱，8月21日下午6時儘管風速還在熱帶風暴強度，但中心已完全沒有顯著的對流，成為殘餘低壓。

## 防災措施
儘管墨西哥政府沒有對哈利斯科州，不過考量到可能受外圍環流引發的風暴潮影響，政府仍然撤離沿海40名居民；8月17日，熱帶風暴觀察預警開始在南下加利福尼亞州南邊生效，12小時後熱帶風暴警告便在南下加利福尼亞州生效，隨者颶風接近，墨西哥政府關閉了數個港口和海岸設施，不讓漁船出海，聖荷西卡玻國際機場也被關閉，在卡沃圣卢卡斯市，政府開設了21個避難所供市民避難；由於颶風比預期北偏，8月19日上午颶風觀察預警在南下加利福尼亞州南端生效，六小時後颶風警告便在該地生效。

## 影響
金娜薇在發展初期已經在瓦哈卡州降下致災性暴雨，造成4人罹難；雖然金娜薇離哈利斯科州、納亞里特州與錫那羅亞州有一段距離，不過海岸仍測得2至4米的浪高；隨後在南下加利福尼亞州，卡沃圣卢卡斯有一名婦女與一名救生員被大浪捲入溺水罹難，隨後金娜薇以颶風強度貼近洛斯卡沃斯，強風使電力和通訊中斷，並發生多起路樹倒塌和淹水，有大約一千名居民因受災而被迫撤離。